# Craig Cunningham
Pour les articles homonymes, voir Cunningham.
Craig Cunningham (né le 13 septembre 1990 à Trail, dans la province de la Colombie-Britannique au Canada) est un joueur professionnel canadien de hockey sur glace. Il évoluait au poste d'attaquant.

## Carrière de joueur
À sa saison recrue, il aide son club à remporter la Coupe du Président ainsi que la Coupe Memorial. Il évolue avec les Giants de Vancouver jusqu'en 2010-2011. Il est alors capitaine de l'équipe mais est échangé au club américain des Winterhawks de Portland. Il est un choix de quatrième tour des Bruins de Boston lors du repêchage de la Ligue nationale de hockey en 2010. Il passe professionnel en 2011 avec les Bruins de Providence dans la Ligue américaine de hockey. Il joue son premier match dans la Ligue nationale de hockey avec les Bruins le 17 décembre 2013 face aux Flames de Calgary. Le 2 mars 2015, il est placé au ballotage par les Bruins puis est réclamé par les Coyotes de l'Arizona.
Alors qu'il évolue pour les Roadrunners de Tucson dans la LAH, il s'effondre sur la glace lors d'un match contre le Moose du Manitoba le 19 novembre 2016. Victime d'un arrêt cardiaque, il est contraint de mettre fin à sa carrière.

## Statistiques
| Saison     | Équipe                  | Ligue          |    | Saison régulière | Saison régulière | Saison régulière | Saison régulière | Saison régulière |    | Séries éliminatoires | Séries éliminatoires | Séries éliminatoires | Séries éliminatoires | Séries éliminatoires |
| Saison     | Équipe                  | Ligue          | PJ | B                | A                | Pts              | Pun              | PJ               | B  | A                    | Pts                  | Pun                  |                      |                      |
| 2005-2006  | Beaver Valley           | KIJHL          | 47 | 19               | 25               | 44               | 22               | 16               | 4  | 5                    | 9                    | 29                   |                      |                      |
| 2006-2007  | Giants de Vancouver     | LHOu           | 48 | 0                | 5                | 5                | 38               | 15               | 0  | 1                    | 1                    | 15                   |                      |                      |
| 2007       | Giants de Vancouver     | Coupe Memorial | -  | -                | -                | -                | -                | 2                | 0  | 0                    | 0                    | 0                    |                      |                      |
| 2007-2008  | Giants de Vancouver     | LHOu           | 67 | 11               | 14               | 25               | 72               | 10               | 1  | 2                    | 3                    | 6                    |                      |                      |
| 2008-2009  | Giants de Vancouver     | LHOu           | 72 | 28               | 22               | 50               | 62               | 17               | 5  | 9                    | 14                   | 12                   |                      |                      |
| 2009-2010  | Giants de Vancouver     | LHOu           | 72 | 37               | 60               | 97               | 44               | 16               | 12 | 12                   | 24                   | 12                   |                      |                      |
| 2010-2011  | Giants de Vancouver     | LHOu           | 36 | 10               | 35               | 45               | 31               | -                | -  | -                    | -                    | -                    |                      |                      |
| 2010-2011  | Winterhawks de Portland | LHOu           | 35 | 17               | 25               | 42               | 25               | 21               | 7  | 14                   | 21                   | 12                   |                      |                      |
| 2011-2012  | Bruins de Providence    | LAH            | 76 | 20               | 16               | 36               | 20               | -                | -  | -                    | -                    | -                    |                      |                      |
| 2012-2013  | Bruins de Providence    | LAH            | 75 | 25               | 21               | 46               | 26               | 12               | 3  | 5                    | 8                    | 4                    |                      |                      |
| 2013-2014  | Bruins de Providence    | LAH            | 75 | 25               | 22               | 47               | 40               | 12               | 3  | 4                    | 7                    | 6                    |                      |                      |
| 2013-2014  | Bruins de Boston        | LNH            | 2  | 0                | 0                | 0                | 0                | -                | -  | -                    | -                    | -                    |                      |                      |
| 2014-2015  | Bruins de Boston        | LNH            | 32 | 2                | 1                | 3                | 2                | -                | -  | -                    | -                    | -                    |                      |                      |
| 2014-2015  | Bruins de Providence    | LAH            | 21 | 5                | 10               | 15               | 8                | -                | -  | -                    | -                    | -                    |                      |                      |
| 2014-2015  | Coyotes de l'Arizona    | LNH            | 19 | 1                | 3                | 4                | 2                | -                | -  | -                    | -                    | -                    |                      |                      |
| 2015-2016  | Falcons de Springfield  | LAH            | 61 | 22               | 24               | 46               | 20               | -                | -  | -                    | -                    | -                    |                      |                      |
| 2015-2016  | Coyotes de l'Arizona    | LAH            | 10 | 0                | 1                | 1                | 2                | -                | -  | -                    | -                    | -                    |                      |                      |
| 2016-2017  | Roadrunners de Tucson   | LAH            | 11 | 4                | 9                | 13               | 6                | -                | -  | -                    | -                    | -                    |                      |                      |
| Totaux LNH | Totaux LNH              | Totaux LNH     | 63 | 3                | 5                | 8                | 6                | -                | -  | -                    | -                    | -                    |                      |                      |

## Trophées et honneurs personnels
- Ligue de hockey de l'Ouest
  - 2006-2007 : remporte la Coupe Ed Chynoweth avec les Giants de Vancouver
  - 2009-2010 : nommé dans la première équipe d'étoiles de l'association de l'Ouest
- Coupe Memorial
  - 2007 : remporte la Coupe Memorial avec les Giants de Vancouver
- Ligue américaine de hockey
  - 2017 : remporte le trophée Fred-T.-Hunt du joueur de la LAH ayant montré le meilleur esprit sportif.